# Eckehard Eigenwillig
Eckehard Eigenwillig (* 14. April 1955) ist ein deutscher Fußballtrainer und ehemaliger Fußballspieler.

## Karriere

### Spieler
Eigenwillig spielte in den Jahren 1978 bis 1981 in der Zweiten Bundesliga. In den Spielzeiten 1978/79 und 1979/80 absolvierte er für den DSC Wanne-Eickel einundfünfzig Spiele und erzielte sieben Tore. Nachdem Wanne-Eickel 1980 die Lizenz freiwillig zurückgegeben hatte und abgestiegen war, wechselte Eigenwillig zum Aufsteiger SpVgg Erkenschwick. Dort erzielte er in der Saison 1980/81 in neunundzwanzig Spielen vier Tore, konnte den Abstieg jedoch nicht vermeiden. Später spielte er dann noch beim Oberligisten DJK Hellweg Lütgendortmund, mit dem er die erste Dortmunder Hallenfußball-Stadtmeisterschaft in der Saison 1984/85 gewann.

### Trainer
Eigenwillig trainierte schon mehrere unterklassigere Vereine im Dortmunder Raum, wie den Hombrucher SV und Arminia Marten. Ab dem Sommer 2007 trainierte er den Kreisligisten VfL Hörde, wurde dort jedoch Anfang November 2008 nach knapp eineinhalb erfolglosen Jahren entlassen. Danach wurde er im Sommer 2009 Trainer beim Kreisligisten RW Bodelschwingh. Nach einem vierten und einem zweiten Platz, schaffte er dann dort im Sommer 2012 den Aufstieg in die Bezirksliga. In der folgenden Saison wurde Eigenwillig jedoch nach nur zehn Punkten aus 21 Spielen Anfang April 2013 von seinen Aufgaben beim dato Tabellenletzten RW Bodelschwingh entbunden.